# Geyssans
 Geyssans  là một xã thuộc tỉnh Drôme trong vùng Auvergne-Rhône-Alpes đông nam nước Pháp. Xã Geyssans nằm ở khu vực có độ cao trung bình 435 mét trên mực nước biển.